# Хомич, Станислав Викентьевич
Станислав-Адам Викентий-Карлов Хомич (27 марта 1864, Киев — не ранее 1915) — русский архитектор.

## Биография
Родился 27 марта 1864 года в Киеве, в дворянской семье. Римско-католического вероисповедания. В 1870-е годы проживал в селе Боровке.
После окончания Белоцерковского реального училища (1884) поступил в Санкт-Петербургский институт гражданских инженеров. Во время учёбы много болел (бронхит, лихорадка, обморожение). В 1886 году просил оставить его на второй год на том же курсе. Подрабатывал репетиторством, занимаясь с учащимися средних учебных заведений. Несколько раз обращался с просьбами освободить его от платы за обучение и о назначении ему стипендии.
Окончил институт (1891) с правом на чин X класса.
В 1891 году получил назначение на должность младшего инженера при Томском губернском совете. Занимался техническим устройством томских тюрем. Через пять лет перешёл на работу в Томское губернское управление. С 1897 по 1903 год — губернский архитектор Томска, с 3 марта 1903 года одновременно работал губернским инженером и епархиальным архитектором, выполнял и частные заказы.
В 1914 году вынужден был подать заявление об отставке и покинуть город после обвинений в злоупотреблении должностным положением (неправомочной выдаче разрешений на строительство). Хомичу инкриминировали нарушение пожарных норм при выдаче разрешения на строительство вблизи цирка Изако электротеатра «Заря» и музея восковых фигур, а также подлог в документах на строительство дома ветеринарного врача Ясионовского.
В 1914 году выехал в Санкт-Петербург, затем отправился на лечение в Анапу.

## Работы в Томске

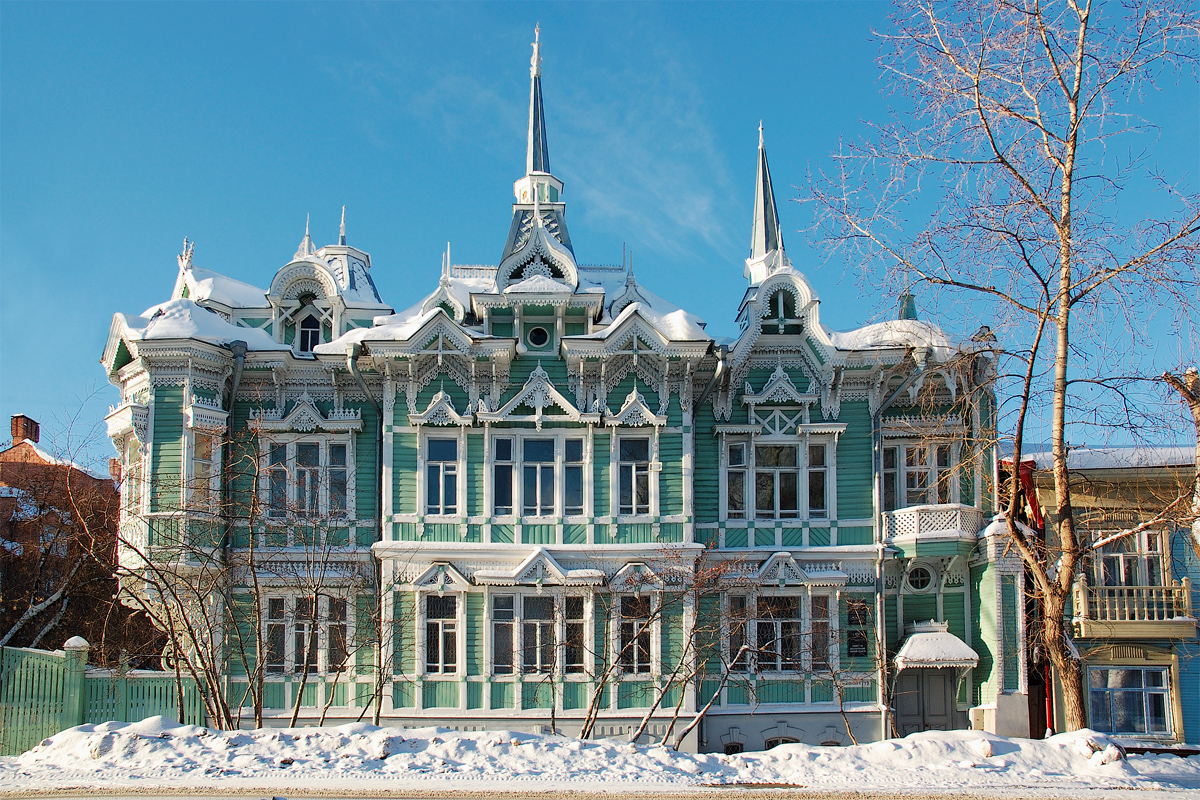
Особняк Хомича

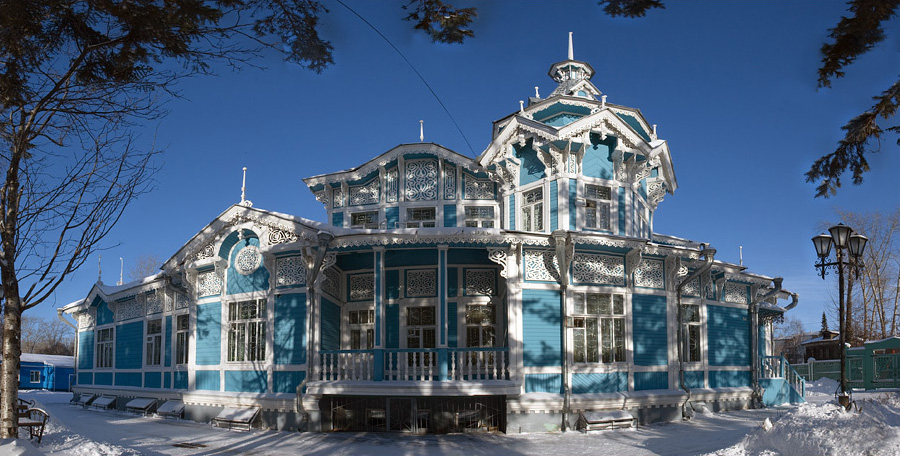
Дом купца Георгия Голованова

- Собственный дом (улица Белинского, д. 19)[2]
- Особняк купца Голованова (улица Красноармейская, д. 71)

### Другие работы
Богородице-Казанский женский монастырь в Барнауле, Панкуринская Пророко-Ильинская церковь.
Под его наблюдением построены церкви:
- Троицкая церковь в селе Вьюнское Томского уезда;
- Богоявленская церковь в селе Камень (1900);
- церковь Ильи Пророка в селе Панкрушихенском Барнаульского уезда;
- церковь Александра Невского в Бийске;
- Николаевская церковь в селе Верх-Ануйском Бийского уезда;
- церковь Михаила Архангела в селе Усть-Каменный Исток;
- Покровская церковь в Барнауле;
- Спасская церковь в Спасском селе Каинского уезда.[3]